# Valle Real
Valle Real es una localidad del estado mexicano de Michoacán. Es parte del municipio de Tarímbaro. Fue fundada el 18 de noviembre de 2003.

## Demografía
| Censo | Población |
| ----- | --------- |
| 2010  | 1594      |
| 2020  | 1749      |